# Follina (Venetien)
Follina ist eine nordostitalienische Gemeinde mit 3614 Einwohnern (Stand: 31. Dezember 2023) in der Provinz Treviso in Venetien und liegt etwa 33 Kilometer nordnordwestlich von Treviso im Valmareno am Flüsschen Soligo. Follina ist Teil der Comunità montana delle Prealpi Trevigiane und grenzt unmittelbar an die Provinz Belluno.  Der Ort ist seit 2017 Mitglied der Vereinigung I borghi più belli d’Italia (Die schönsten Orte Italiens) 

## Geschichte
Durch den Ort verlief die Via Claudia Augusta Altinate. Die Zisterzienserabtei  (Santa Maria Sanavalle di Follina) in der Gemeinde wurde im 12. Jahrhundert errichtet. Besonders sehenswert ist ihr romanischer Kreuzgang.

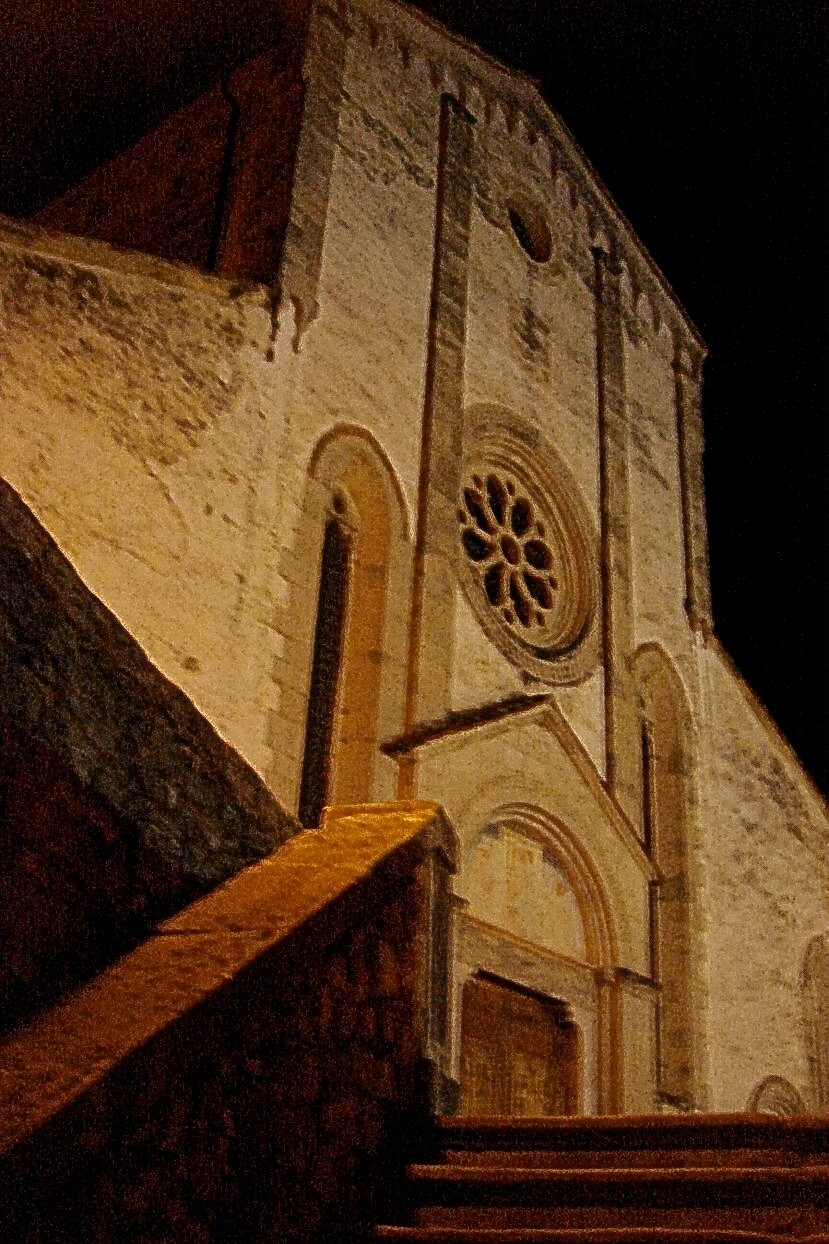
Eingang zur Abtei von Follina
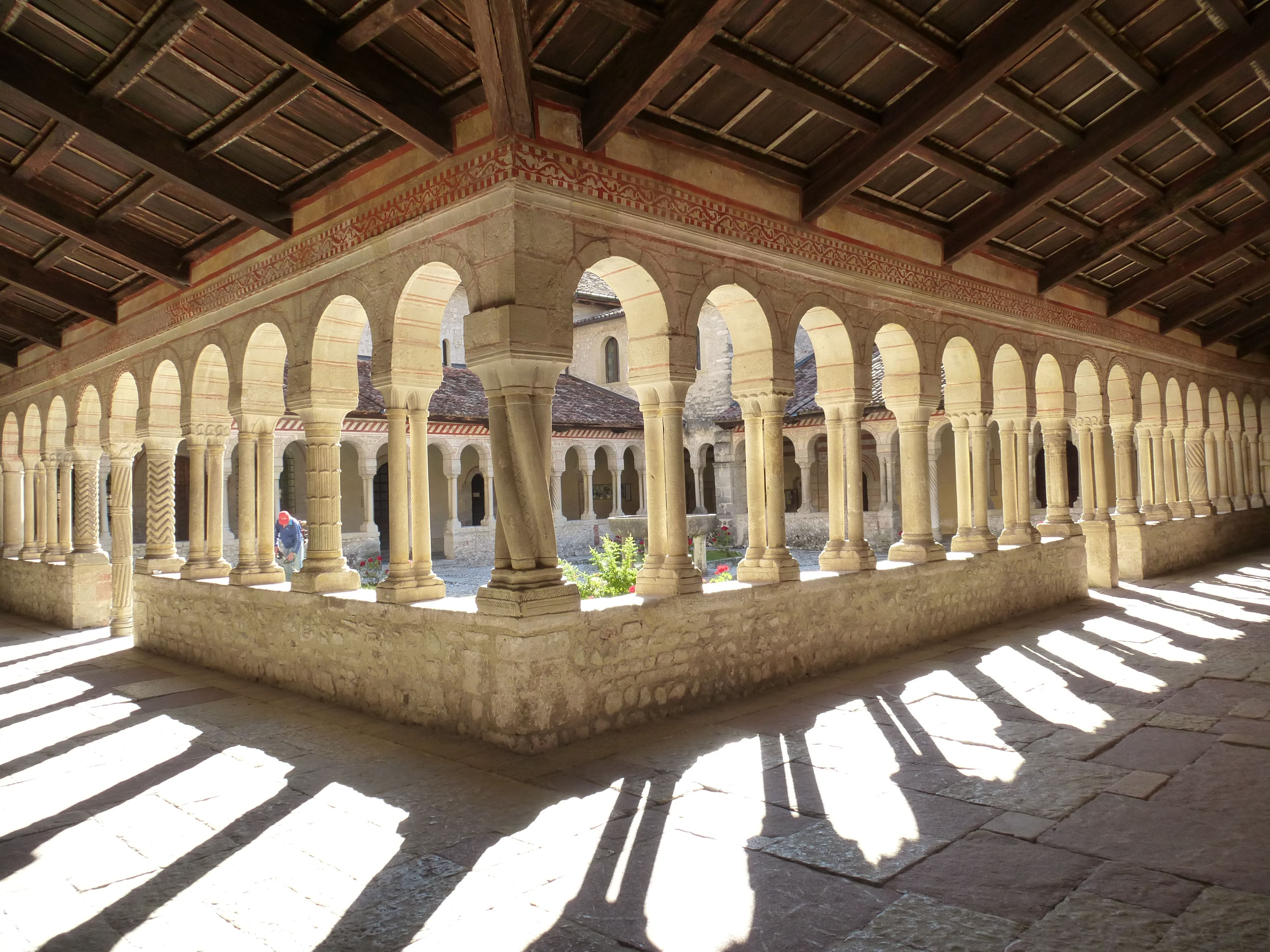
Abbazia di Follina: romanischer Kreuzgang (12. Jahrhundert)

## Gemeindepartnerschaft
- Wipfeld, Bayern